# Kvadriatlon
Kvadriatlon je vytrvalostní sport skládající se ze čtyř individuálních disciplín, které je nutné absolvovat ve stanoveném pořadí v těsném sledu. Je brán jako odnož triatlonu a je organizován jako součást České triatlonové asociace.

## Kategorie závodů
|                 | sprint kvadriatlon | střední kvadriatlon | dlouhý kvadriatlon |
| --------------- | ------------------ | ------------------- | ------------------ |
| plavání         | 0,75 km            | 1,5 km              | 4 km               |
| jízda na kajaku | 4 km               | 8 km                | 20 km              |
| jízda na kole   | 20 km              | 40 km               | 100 km             |
| běh             | 5 km               | 10 km               | 21 km              |

## Světový pohár
Světová kvadriatlonová federace (WQF) spustila sérii Světového poháru v roce 2001. Do žebříčku poháru se počítají čtyři nejlepší výsledky každého závodníka dle umístění v jednotlivých závodech. Každý závodník se může zúčastnit libovolného počtu závodů Světového poháru.[zdroj?]

## Historie
První zmínky o kvadriatlonu, jak je známý v dnešní podobě, jsou z roku 1987 z ostrova Ibiza. Založil ho Sergio Ferrero di Muresanu, italsko-rumunský extrémní sportovec a umělec, který následně v roce 1990 založil i Světovou kvadriatlonovou federaci (WQF). V roce 1997 byla založena Evropská kvadriatlonová federace (EQF).[zdroj?]